# András Arató
András István Arató (Kőszeg, 11 luglio 1945) è una celebrità del web ungherese.
La sua immagine, diffusa su internet, lo rese uno dei meme più famosi del mondo, noto anche come "Hide the Pain Harold" ("Nascondi il dolore, Harold"); la serie di fotografie lo fece diventare, suo malgrado, l’epitome del boomer, ovvero quella di un confuso signore di mezza età angosciato dal dover far fronte alla modernità e dalla diffusione dell'uso di internet e dei social network in particolare.

## Biografia
András István Arató è un ingegnere elettrico ungherese, in pensione. È stato vicepresidente della Világítástechnikai Társaság.
Dopo un servizio fotografico per fotografie stock nel 2010, divenne noto in quanto la sua immagine divenne dal 2011 un diffuso meme di Internet noto come "Hide the Pain Harold"; la serie di foto lo rappresenta seduto davanti a un computer con un sorriso che risulta triste in quanto forzato, con in mano una tazza.
Le foto vennero impiegate per realizzare numerosi meme basati sull'espressione facciale di Arató il quale, sebbene all'inizio fosse stato infastidito dalla cosa, alla fine ha accettato il suo status di celebrità su Internet e la sua numerosa comunità di ammiratori, tanto da impersonare il personaggio di "Harold" in video musicali e pubblicità (è stato testimonial di Coca-Cola) e fare interventi in conferenze ed eventi pubblici: ad esempio nel 2019 ha raccontato la sua esperienza a una conferenza TEDx.